# Agapetus celatus
Agapetus celatus là một loài Trichoptera trong họ Glossosomatidae. Chúng phân bố ở miền Tân bắc.